# 百语自通
百语自通（法語：Assimil）是法国的一所语言教学出版社，由阿方斯·谢雷尔（法語：Alphonse Chérel）于1929年创立。它制作并出版外语教程，其第一本书为《轻松英语》（法語：L'Anglais sans peine）在当时取得了很大成功，同时也奠定了“百语自通学习法”的基础。此后，该公司又推出许多其他语言的教程并持续出版至今。
“Assimil”一词来自assimilate，意为“将知识融入或吸收到头脑中”。百语自通目前提供数十种外语的教程，根据直觉吸收的原理，百语自通学习法适用于自学语言。它基于听读和简单句子的每日重复，不需要“痛苦地”学习。
该公司出版的图书分为多个不同的系列，其主干为轻松系列（法語：Collection Sans Peine）和完善系列（法語：Collection Perfectionnement），此外还有商务系列（法語：Collection Affaires）等。

## 教程

### 以法语为基础
下列语言的教程向法语读者提供：（截至2019年12月）
| 语言               | 轻松系列 | 完善系列 | 商务系列 |
| ------------------ | -------- | -------- | -------- |
| 阿尔萨斯语         | 是       | 否       | 否       |
| 阿拉伯语           | 是       | 是       | 否       |
| 埃及语圣书体       | 是       | 否       | 否       |
| 奥克语             | 是       | 否       | 否       |
| 标准巴斯克语       | 是       | 否       | 否       |
| 保加利亚语         | 是       | 否       | 否       |
| 波兰语             | 是       | 否       | 否       |
| 波斯语             | 是       | 否       | 否       |
| 布列塔尼语         | 是       | 否       | 否       |
| 朝鲜语             | 是       | 否       | 否       |
| 丹麦语             | 是       | 否       | 否       |
| 德语               | 是       | 是       | 是       |
| 俄语               | 是       | 是       | 否       |
| 梵语               | 是       | 否       | 否       |
| 芬兰语             | 是       | 否       | 否       |
| 高棉语             | 是       | 否       | 否       |
| 汉语               | 是       | 否       | 否       |
| 粤语               | 是       | 否       | 否       |
| 荷兰语             | 是       | 否       | 否       |
| 加泰罗尼亚语       | 是       | 否       | 否       |
| 捷克语             | 是       | 否       | 否       |
| 瓜德罗普克里奥尔语 | 是       | 否       | 否       |
| 科西嘉语           | 是       | 否       | 否       |
| 克罗地亚语         | 是       | 否       | 否       |
| 拉丁语             | 是       | 否       | 否       |
| 罗马尼亚语         | 是       | 否       | 否       |
| 马达加斯加语       | 是       | 否       | 否       |
| 挪威语             | 是       | 否       | 否       |
| 葡萄牙语           | 是       | 否       | 否       |
| 巴西葡萄牙语       | 是       | 否       | 否       |
| 日语               | 是       | 否       | 否       |
| 瑞典语             | 是       | 否       | 否       |
| 世界语             | 是       | 否       | 否       |
| 斯瓦希里语         | 是       | 否       | 否       |
| 泰语               | 是       | 否       | 否       |
| 泰米尔语           | 是       | 否       | 否       |
| 土耳其语           | 是       | 否       | 否       |
| 乌克兰语           | 是       | 否       | 否       |
| 西班牙语           | 是       | 是       | 是       |
| 希伯来语           | 是       | 否       | 否       |
| 希腊语             | 是       | 否       | 否       |
| 古希腊语           | 是       | 否       | 否       |
| 匈牙利语           | 是       | 否       | 否       |
| 亚美尼亚语         | 是       | 否       | 否       |
| 意大利语           | 是       | 是       | 否       |
| 意第绪语           | 是       | 否       | 否       |
| 印地语             | 是       | 否       | 否       |
| 印尼语             | 是       | 否       | 否       |
| 英语               | 是       | 是       | 是       |
| 美国英语           | 是       | 否       | 是       |
| 越南语             | 是       | 否       | 否       |

### 以德语为基础
下列语言的教程向德语读者提供：（截至2019年12月）
| 语言         | 轻松系列 | 完善系列 | 商务系列 |
| ------------ | -------- | -------- | -------- |
| 阿拉伯语     | 是       | 否       | 否       |
| 保加利亚语   | 是       | 否       | 否       |
| 波兰语       | 是       | 否       | 否       |
| 波斯语       | 是       | 否       | 否       |
| 朝鲜语       | 是       | 否       | 否       |
| 丹麦语       | 是       | 否       | 否       |
| 俄语         | 是       | 否       | 否       |
| 法语         | 是       | 是       | 否       |
| 芬兰语       | 是       | 否       | 否       |
| 汉语         | 是       | 否       | 否       |
| 荷兰语       | 是       | 否       | 否       |
| 捷克语       | 是       | 否       | 否       |
| 克罗地亚语   | 是       | 否       | 否       |
| 拉丁语       | 是       | 否       | 否       |
| 罗马尼亚语   | 是       | 否       | 否       |
| 挪威语       | 是       | 否       | 否       |
| 葡萄牙语     | 是       | 否       | 否       |
| 巴西葡萄牙语 | 是       | 否       | 否       |
| 日语         | 是       | 否       | 否       |
| 瑞典语       | 是       | 否       | 否       |
| 土耳其语     | 是       | 否       | 否       |
| 西班牙语     | 是       | 是       | 否       |
| 希腊语       | 是       | 否       | 否       |
| 匈牙利语     | 是       | 否       | 否       |
| 意大利语     | 是       | 是       | 否       |
| 印地语       | 是       | 否       | 否       |
| 印尼语       | 是       | 否       | 否       |
| 英语         | 是       | 是       | 否       |
| 美国英语     | 是       | 否       | 否       |
| 越南语       | 是       | 否       | 否       |

### 以意大利语为基础
下列语言的教程向意大利语读者提供：（截至2019年12月）
| 语言         | 轻松系列 | 完善系列 | 商务系列 |
| ------------ | -------- | -------- | -------- |
| 阿拉伯语     | 是       | 否       | 否       |
| 波兰语       | 是       | 否       | 否       |
| 德语         | 是       | 是       | 否       |
| 俄语         | 是       | 是       | 否       |
| 法语         | 是       | 是       | 否       |
| 汉语         | 是       | 否       | 否       |
| 荷兰语       | 是       | 否       | 否       |
| 拉丁语       | 是       | 否       | 否       |
| 罗马尼亚语   | 是       | 否       | 否       |
| 葡萄牙语     | 是       | 否       | 否       |
| 巴西葡萄牙语 | 是       | 否       | 否       |
| 日语         | 是       | 否       | 否       |
| 瑞典语       | 是       | 否       | 否       |
| 西班牙语     | 是       | 是       | 否       |
| 希伯来语     | 是       | 否       | 否       |
| 希腊语       | 是       | 否       | 否       |
| 古希腊语     | 是       | 否       | 否       |
| 英语         | 是       | 是       | 是       |
| 美国英语     | 是       | 否       | 是       |

### 以英语为基础
下列语言的教程向英语读者提供：（截至2019年12月）
| 语言         | 轻松系列 | 完善系列 | 商务系列 |
| ------------ | -------- | -------- | -------- |
| 阿拉伯语     | 是       | 否       | 否       |
| 德语         | 是       | 否       | 否       |
| 俄语         | 是       | 否       | 否       |
| 法语         | 是       | 是       | 是       |
| 汉语         | 是       | 否       | 否       |
| 荷兰语       | 是       | 否       | 否       |
| 巴西葡萄牙语 | 是       | 否       | 否       |
| 日语         | 是       | 否       | 否       |
| 西班牙语     | 是       | 是       | 否       |
| 希伯来语     | 是       | 否       | 否       |
| 匈牙利语     | 是       | 否       | 否       |
| 意大利语     | 是       | 否       | 否       |
| 意第绪语     | 是       | 否       | 否       |

### 以西班牙语为基础
下列语言的教程向西班牙语读者提供：（截至2019年12月）
| 语言         | 轻松系列 | 完善系列 | 商务系列 |
| ------------ | -------- | -------- | -------- |
| 阿拉伯语     | 是       | 否       | 否       |
| 巴斯克语     | 是       | 否       | 否       |
| 德语         | 是       | 否       | 否       |
| 俄语         | 是       | 否       | 否       |
| 法语         | 是       | 是       | 否       |
| 加泰罗尼亚语 | 是       | 否       | 否       |
| 葡萄牙语     | 是       | 否       | 否       |
| 巴西葡萄牙语 | 是       | 否       | 否       |
| 日语         | 是       | 否       | 否       |
| 意大利语     | 是       | 否       | 否       |
| 英语         | 是       | 是       | 是       |
| 美国英语     | 是       | 否       | 是       |

### 以荷兰语为基础
下列语言的教程向荷兰语读者提供：（截至2019年12月）
| 语言     | 轻松系列 | 完善系列 | 商务系列 |
| -------- | -------- | -------- | -------- |
| 波兰语   | 是       | 否       | 否       |
| 德语     | 是       | 否       | 否       |
| 俄语     | 是       | 否       | 否       |
| 法语     | 是       | 否       | 否       |
| 汉语     | 是       | 否       | 否       |
| 葡萄牙语 | 是       | 否       | 否       |
| 西班牙语 | 是       | 是       | 否       |
| 意大利语 | 是       | 否       | 否       |
| 英语     | 是       | 否       | 否       |
| 美国英语 | 是       | 否       | 否       |

### 以葡萄牙语为基础
下列语言的教程向葡萄牙语读者提供：（截至2019年12月）
| 语言     | 轻松系列 | 完善系列 | 商务系列 |
| -------- | -------- | -------- | -------- |
| 德语     | 是       | 否       | 否       |
| 法语     | 是       | 否       | 否       |
| 西班牙语 | 是       | 否       | 否       |
| 意大利语 | 是       | 否       | 否       |

### 以巴西葡萄牙语为基础
下列语言的教程向巴西葡萄牙语读者提供：（截至2019年12月）
| 语言     | 轻松系列 | 完善系列 | 商务系列 |
| -------- | -------- | -------- | -------- |
| 美国英语 | 是       | 否       | 否       |

### 以俄语为基础
下列语言的教程向俄语读者提供：（截至2019年12月）
| 语言     | 轻松系列 | 完善系列 | 商务系列 |
| -------- | -------- | -------- | -------- |
| 德语     | 是       | 否       | 否       |
| 法语     | 是       | 否       | 否       |
| 意大利语 | 是       | 否       | 否       |
| 英语     | 是       | 否       | 否       |

### 以波兰语为基础
下列语言的教程向波兰语读者提供：（截至2019年12月）
| 语言     | 轻松系列 | 完善系列 | 商务系列 |
| -------- | -------- | -------- | -------- |
| 德语     | 是       | 否       | 否       |
| 法语     | 是       | 否       | 否       |
| 意大利语 | 是       | 否       | 否       |
| 英语     | 是       | 否       | 否       |

### 以克罗地亚语为基础
下列语言的教程向克罗地亚语读者提供：（截至2019年12月）
| 语言     | 轻松系列 | 完善系列 | 商务系列 |
| -------- | -------- | -------- | -------- |
| 德语     | 是       | 是       | 否       |
| 意大利语 | 是       | 否       | 否       |
| 英语     | 是       | 否       | 否       |

### 以阿拉伯语为基础
下列语言的教程向阿拉伯语读者提供：（截至2019年12月）
| 语言 | 轻松系列 | 完善系列 | 商务系列 |
| ---- | -------- | -------- | -------- |
| 德语 | 是       | 否       | 否       |
| 法语 | 是       | 否       | 否       |
| 英语 | 是       | 否       | 否       |

### 以土耳其语为基础
下列语言的教程向土耳其语读者提供：（截至2019年12月）
| 语言 | 轻松系列 | 完善系列 | 商务系列 |
| ---- | -------- | -------- | -------- |
| 德语 | 是       | 否       | 否       |
| 法语 | 是       | 否       | 否       |
| 英语 | 是       | 否       | 否       |

### 以匈牙利语为基础
下列语言的教程向匈牙利语读者提供：（截至2019年12月）
| 语言 | 轻松系列 | 完善系列 | 商务系列 |
| ---- | -------- | -------- | -------- |
| 德语 | 是       | 否       | 否       |